# Vendel Ratkovič
Vendel (Vendelin) Ratkovič ponekod Ratkovitš (madžarsko Ratkovics Vendel) slovenski rimskokatoliški duhovnik, kanonik, dekan Murske Sobote in pisatelj na Ogrskem, * 5. september 1834, Lendava, † 20. januar 1907, Sombotel.
Rodil se je v Lendavi. Oče je bil notar Mihael Ratkovič, verjetno hrvaškega rodu, mati Anna Pöszér pa je bila Madžarka. V Sombotelu je študiral bogoslovje, 7. in 8. razred je končal kot mali seminarist. Posvetili so ga 6. januarja 1857. Med 1857 in 1858 je kaplanoval na Gornji Lendavi (danes Grad), kjer je deloval pri pisatelju Jakobu Sabarju. Potem je župnikoval v Cankovi (1858), Svetem Jurju pri Rogašovcih, Črenšovcih (1858-1859), kasneje pa je bil župnijski administrator (marec–avgust 1859). Od leta 1859 do 1861 je bil župnik Gornje Lendave, potem pa ponovno kaplan na Tišini (1861–1862) ter administrator Svetega Jurija (ni bival v župniji) med 1862 in 1866. Naposled je dobil župnijo v Svetem Juriju, kjer je bil do svoje smrti. Od leta 1877 je bil murskosoboški dekan, od 1883 vatikanski prisednik, od 1887 kanonik (samo od 1893 je častni kanonik). Leta 1894 je dobil priorstvo Pápoca, 1899 pa naslovni opat hebronske doline, 1901 je deloval kot pevski kanonik, 1906 pa kot čitalni kanonik.
V Svetem Juriju je ustvaril oltarsko društvo in mašno fundacijo. Med slovenskim ljudstvom je širil prekmurske verske knjige, ter knjige Družbe Svetega Mohorja, ki so bile napisane v slovenskem jeziku. Z Jožefom Borovnjakom je napisal Veliki katekizmus (1864). To je pravzaprav predelava Krátke summe velikoga katekizmussa, ki jo je napisal Mikloš Küzmič leta 1780. Leta 1888 je popravljal tudi Máli katekizmus za katholicsánszke soule gančanskega učitelja Mikloša Lutarja.
Umrl je v Sombotelu, 20. januarja 1907. Pokopan je bil v tamkajšnji stolnici. V Kalendarju Srca Jezušovoga je pisalo o njem: „Bio je cslovik pacs za lüdsztvo Szpoznao, da szlovencom more knige vu roke dati, razsirjavao mohorszke knige, vun je dao »Kratka Suma Katekizmusa« knigo za solare. Szlovenci szo ga radi meli. Tak i raore biti. Dühovnikom, ki Bogi na cseszt i ludem na zvelicsanje sze trüdijo, lübeznoszt i vernoszt od sztrani lüdsztva da mocs, da z duplisnov volov delajo.”